# Калата
Калата је новоизграђено избјегличко насеље у Приједору, познато и као Јањића пумпа.

## Географија
Налази се на источном ободу града, јужно од магистралног пута Приједор — Бања Лука, на некадашњем земљишту земљорадничке задруге Агроунија.

## Становништво
Насеље броји око 1.700 становника.